# Пикенс (округ, Южная Каролина)
Округ Пикенс (англ. Pickens County) располагается в штате Южная Каролина, США. Официально образован в 1868 году. По состоянию на 2010 год, численность населения составляла 119 224 человека.

## География
По данным Бюро переписи США, общая площадь округа равняется 1326,081 км2, из которых 1287,231 км2 суша и 15,000 км2 или 2,920 % это водоёмы.

## Население
По данным переписи населения 2000 года в округе проживает 110 757 жителей в составе 41 306 домашних хозяйств и 28 459 семей. Плотность населения составляет 86,00 человек на км2. На территории округа насчитывается 46 000 жилых строений, при плотности застройки около 36,00-ти строений на км2. Расовый состав населения: белые — 90,27 %, афроамериканцы — 6,82 %, коренные американцы (индейцы) — 0,16 %, азиаты — 1,18 %, гавайцы — 0,01 %, представители других рас — 0,70 %, представители двух или более рас — 0,85 %. Испаноязычные составляли 1,70 % населения независимо от расы.
В составе 31,20 % из общего числа домашних хозяйств проживают дети в возрасте до 18 лет, 55,60 % домашних хозяйств представляют собой супружеские пары проживающие вместе, 9,40 % домашних хозяйств представляют собой одиноких женщин без супруга, 31,10 % домашних хозяйств не имеют отношения к семьям, 23,30 % домашних хозяйств состоят из одного человека, 8,20 % домашних хозяйств состоят из престарелых (65 лет и старше), проживающих в одиночестве. Средний размер домашнего хозяйства составляет 2,50 человека, и средний размер семьи 2,95 человека.
Возрастной состав округа: 22,30 % моложе 18 лет, 17,50 % от 18 до 24, 27,60 % от 25 до 44, 21,20 % от 45 до 64 и 21,20 % от 65 и старше. Средний возраст жителя округа 33 лет. На каждые 100 женщин приходится 99,60 мужчин. На каждые 100 женщин старше 18 лет приходится 98,20 мужчин.
Средний доход на домохозяйство в округе составлял 36 214 USD, на семью — 44 507 USD. Среднестатистический заработок мужчины был 31 795 USD против 22 600 USD для женщины. Доход на душу населения составлял 17 434 USD. Около 7,80 % семей и 13,70 % общего населения находились ниже черты бедности, в том числе — 12,20 % молодёжи (тех, кому ещё не исполнилось 18 лет) и 11,70 % тех, кому было уже больше 65 лет.